# Ultimate Queen
«Ultimate Queen» — збірка альбомів (бокс-сет) британського рок-гурту «Queen», яка складається з 20 дисків, випущена обмеженим тиражем у 1995 році.

## Пакування і реліз
Бокс-сет являє собою 26-дюймову квадратну настінну шафу, яка містить 20 компакт-дисків з усіма 18 студійними та концертними альбомами, випущеними з 1973 по 1995 рік (за винятком «Greatest Hits», «Greatest Hits II», «Greatest Hits III» і «At the Beeb»). Набір вийшов 13 листопада 1995 року, через тиждень після альбому «Made in Heaven», його випуск був обмежений до всього 15 000 комплектів в усьому світі. 3000 наборів були доступні у Великій Британії, 1850 в Німеччині, 1200 в Австралії, 1200 в країнах Бенілюксу, 1000 в Бразилії, 900 в Японії, він також вийшов у США.

## Вміст
Середня рамка шафи набору містить королівську синю повсть, яка також служить наповнювачем для двох компакт-дисків, розміщених по центру рамки; герб «Queen» та голограму з Фредді Мерк'юрі, який рухається (з концерту на стадіоні «Вемблі» 1986 року) і номер обмеженого тиражу в правому нижньому кутку. Крайні рамки містять решту 18 компакт-дисків на бордовому фетрі, який також служить наповнювачем для них, буклет і пряжку із зображенням герба «Queen», яка тримає його над рамкою. 12-сторінковий, 12-дюймовий квадратний буклет має золотисту обкладинку з гербом «Queen», а також повну інформацію та обкладинки кожного альбому.

## Сет з 20 CD
- Queen — 38:26
- Queen II — 40:46
- Sheer Heart Attack — 38:58
- A Night at the Opera — 43:11
- A Day at the Races — 44:17
- News of the World — 39:20
- Jazz — 44:43
- Live Killers (2 диска) — 1:30:07
- The Game — 35:39
- Flash Gordon — 35:11
- Hot Space — 43:29
- The Works — 37:30
- A Kind of Magic — 53:27
- Live Magic — 49:12
- The Miracle — 52:12
- Innuendo — 53:43
- Live at Wembley '86 (2 диска) — 1:50:43
- Made in Heaven — 1:10:21